# Liste der Kulturdenkmäler in Blaubach
In der Liste der Kulturdenkmäler in Blaubach sind alle Kulturdenkmäler der rheinland-pfälzischen Ortsgemeinde Blaubach aufgeführt. Grundlage ist die Denkmalliste des Landes Rheinland-Pfalz (Stand: 6. September 2022).

## Einzeldenkmäler
| Bezeichnung | Lage                | Baujahr | Beschreibung | Bild            |
| ----------- | ------------------- | ------- | --- | --------------- |
| Quereinhaus | Im Röhrbach 10 Lage | 1769    | Quereinhaus, bezeichnet 1769 | Fotos hochladen |
| Schulhaus   | Matzenberg 5 Lage   | 1833/38 | ehemaliges Schulhaus; sandsteingegliederter Putzbau, 1833/38, Architekt Johann Schmeisser, Kusel, Aufstockung und Dachreiter, 1891/95, Architekt Bezirksbaumeister Mergler, eingeschossiger Anbau 1914 | Fotos hochladen |